# Kormorán chathamský
Kormorán chathamský (Leucocarbo onslowi) je druh kormorána, který se endemicky vyskytuje na Chathamských ostrovech (cca 800 km východně od Nového Zélandu). Jedná se o kriticky ohrožený druh s nepočetnou populací (876 hnízdících párů k roku 2016); nebezpečí druhu představují hlavně rušivé jevy spojené s lidmi, zemědělskými zvířaty a invazivními savci.

## Systematika
Vnitřní systematika kormoránovitých je vědci diskutována již notnou řadu let a zařazení i fylogenetické vztahy kormorána chathamského nejsou výjimkou. Již první odchycené exempláře ze 70. let 19. století zmátly přírodovědce jako byl Walter Buller, kteří měli za to, že se jedná o kormorány bradavičnaté (Leucocarbo carunculatus). Buller později nicméně uznal, že kormoráni z Chathamských ostrovů jsou menší a patrně se bude jednat o samostatný druh. Jako samostatný druh kormorána chathamského však popsal až Henry Ogg Forbes v roce 1893.
Forbes druh pojmenoval jako Phalacrocorax onslowi, tzn. zařadil jej do rodu Phalacrocorax po bok dalších kormoránů ze Starého světa. Někdy v roce 1970 však byl kormorán přeřazen do rodu modrookých kormoránů Leucocarbo. Toto zařazení bylo potvrzeno studií DNA z roku 2014. Nejbližším příbuzným druhu je kormorán Stewartův (Leucocarbo chalconotus), druh kormorána z Otaga, který byl vydělen z druhu Leucocarbo stewarti teprve v roce 2016.

## Popis
Jedná se o velký druh kormorána s délkou těla kolem 63 cm a váhou 2–2,5 kg. Hlava, zadní část krku a zbytek svrchní části těla jsou černé s iridiscentním odleskem. Na svrchní straně křídla se nachází bílé fleky, které při složení křídla vypadají jako příčný pruh. Ve střední části zad se nachází příčný bílý pruh. Brada, hrdlo, hruď a spodní strana křídel jsou bílé. Tváře jsou neopeřené, takže je odhalena oranžová kůže na tvářích a při spodní straně zobáku. Nad kořenem zobáku se nachází oranžovožlutá zduřelá kůže. V době hnízdění se tváře barví do tmavě fialové a zduřelá kůže nad kořenem zobáku do oranžovočervené. Nohy jsou růžové a oční kroužky modré. V letu kormorán drží hlavu pod úrovní těla.
Nedospělí jedinci mají svrchní stranu těla zbarvenou spíše do tmavě hněda a skvrny na zádech a na svrchní straně křídel jsou světle hnědé spíše než bílé jako u dospělců. Zduřelá kůže nad zobákem není vůbec přítomna, tváře jsou světle fialové. K záměně kormorána chathamského za jiný druh může dojít jen těžko, jelikož se jedná o jediný druh velkého kormorána s růžovýma nohama na Chathamských ostrovech.

## Rozšíření a populace
Druh je endemický Chathamským ostrovům. Kolonie jsou rozprostřeny na skalních výběžcích podél pobřeží Chathamova ostrova (hlavně podél laguny Te Whanga), Pittova ostrova a ostrovů Rabbit, North East Reef a Motuhope / Star Keys. Žije na pobřeží moře a i když potravu sbírá výhradně na moři, zdržuje se do několika kilometrů od břehu. Oblíbeným typem biotopu jsou klidné vody zálivů a zátok.
Podle sčítání z roku 2014–16 se na Chathamských ostrovech nacházelo 13 kolonií kormoránů chathamských s celkovým počtem 876 hnízdících párů.

## Biologie

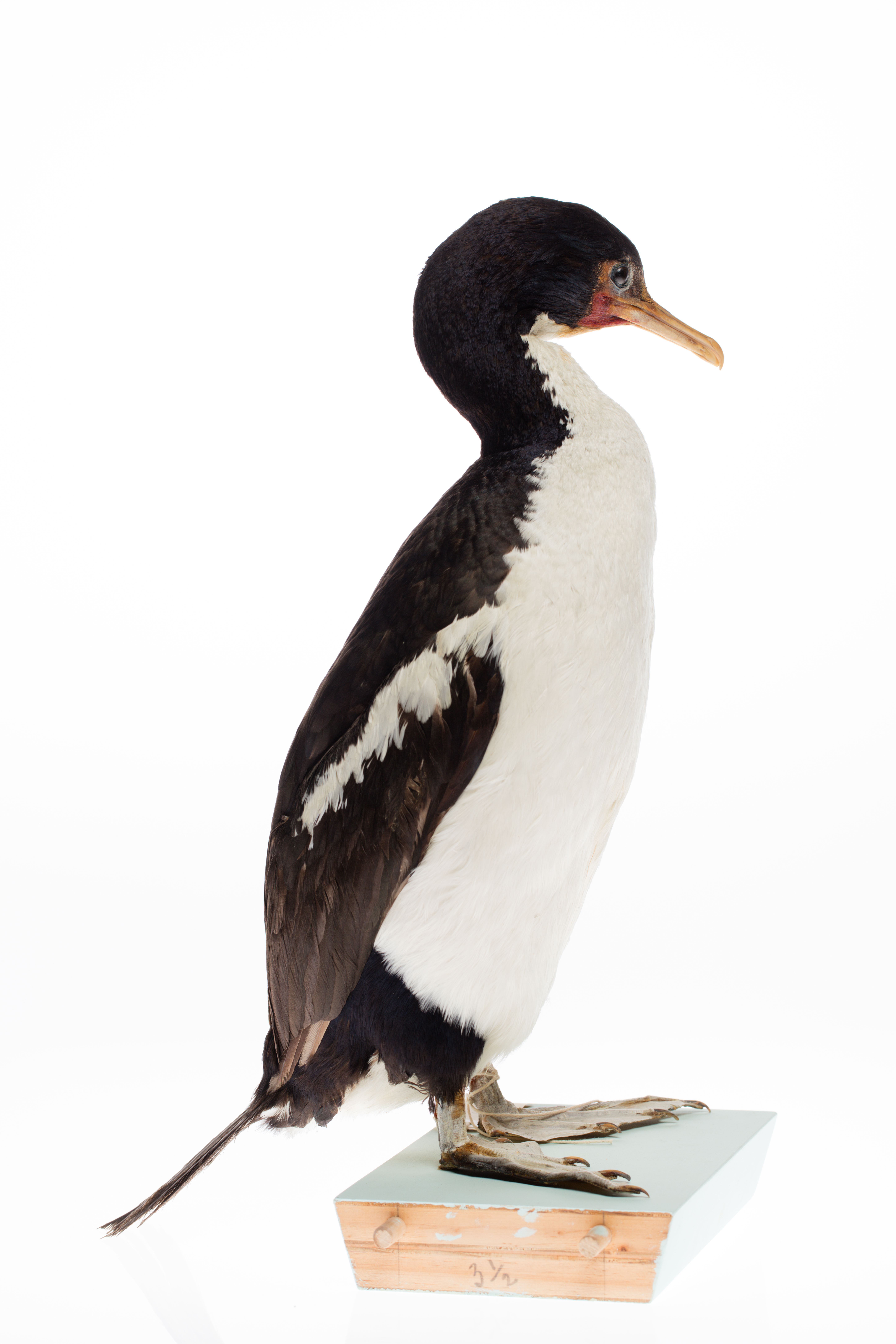
Vycpaný exemplář ze sbírek Aucklandského muzea

### Chování
Jedná se o usedavé ptáky, kteří nikdy neopouští Chathamské souostroví. Vydávají celou řadu krákoravým a skřehotavých zvuků. Potravu loví výhradně na moři, kde se potápí pro malé rybky do délky 25 cm, občas uloví i desetiramenatce (mj. sépie) a chobotnice. Někdy se při sbírání potravy sdružuje do velkých hejn (100 a více jedinců), hřaduje většinou samostatně.

### Hnízdění
Zahnízdění předcházejí poměrně propracované rituální chování, kdy zejména samec se předvádí před samici např. házením hlavy dozadu ke kostřeci, polohováním hlavy vedle těla nebo napřímením ocasu a svěšením křídel dolů. Hnízdní ve středně velkých koloniích o maximálním počtu 5–300 hnízd s hnízdy natěsnanými těsně vedle sebe. Kolonie se nachází na nechráněných skalních výběžcích či na malých skalnatých ostrůvcích poměrně vysoko nad hladinou moře. Hnízdo je kulovitá, 0,5 m vysoká hrouda s plochým vrcholem postavená z větviček, kosmatcovitých rostlin a mořských řas. Ke kladení vajec dochází mezi srpnem až prosincem v závislosti na lokaci kolonie (např. kormorání z kolonií z laguny Te Whanga snáší vejce o 3 měsíce dříve než z ostatních oblastí). Samice klade 1–4, nejčastěji 2–3 světle modrá vejce o rozměrech 61×44 mm. Inkubační doba trvá kolem 30 dní, k osamostatnění mláďat dochází po 30–40 dnech po vylíhnutí. K prvnímu zahnízdění patrně dochází ve věku 3 let.

## Ohrožení
Druh je ohrožen hlavně ztrátou hnízdního habitatu z důvodu rušení hnízdišť zemědělskými zvířaty (prasata, ovce, dobytek), lidmi a introdukovanými (nepřirozenými) druhy predátorů (hlavně zdivočelé kočky, kusu liščí, chřástal weka). Po vyplašení inkubujících kormoránů se jejich vejce stávají snadnou kořistí místních racků. V krajním případě může dojít k opuštěním kolonie všemi hnízdícími kormorány. Byl zaznamenán i odstřel kormoránů lidmi, na Motuhope kormoráni soupeří o hnízdní habitat s místní populací lachtanů Forsterových. Velkou hrozbou druhu jsou i jevy spojené s globálním oteplováním jako je zvyšující se hladina oceánů. Jelikož úbytek populace byl zaznamenán i na ostrovech bez predátorů, je možné, že tyto globální jevy spojované s globálním oteplováním již mají na populaci negativní efekt.
Z výše zmíněných důvodů je populace kormoránů chathamských na ústupu. Extrémně nízká početnost druhu a geograficky silně omezená hnízdní stanoviště vedla Mezinárodní svaz ochrany přírody k hodnocení druhu jako kriticky ohrožený.